# Umbral (arquitetura)
Umbral ou ombreira é a denominação dada à peça ou elementos verticais que, situados nas laterais do vão de uma porta ou janela, permitem a sustentação de verga ou padieira.

## Etimologia
Originada do espanhol, umbral vem do antigo catalão limbrar que, por sua vez, vinha do latim liminaris, -e, relativo à soleira da porta.
Em português, umbral passou a significar peça lateral de uma porta ou ombreira e, em sentido figurado, porta, entrada, limiar, ponto de entrada ou início de algo.